# Lützkendorf (Schiff, 1946)
Das Tankschiff Lützkendorf (abgeliefert als Securus) war von 1960 bis 1969 ein Handelsschiff der DDR-Staatsreederei VEB Deutsche Seereederei Rostock (DSR). Es wurde im Ausland angekauft und mit konvertierbaren Devisen aus der durch das Radebeuler Unternehmen VEB Steckenpferd initiierten Steckenpferd-Bewegung bezahlt. Benannt wurde es 1960 nach dem Mineralölwerk Lützkendorf, damals ein Musterbetrieb der DDR.

## Geschichte des Schiffes
Das spätere Tankschiff Lützkendorf wurde 1945/46 in der schwedischen Werft Kockums Mekaniska Verksteds A/B in Malmö gebaut. Der Stapellauf erfolgte am 14. Januar 1946  mit der Baunummer 286 und unter dem Namen Securus für die schwedische Rederi A/B Saturnus Mgr. Eman Högberg mit Sitz in Stockholm. Am 17. Juni 1960 wurde das Schiff von der DDR angekauft und von der Deutschen Seereederei als Lützkendorf in Dienst gestellt.

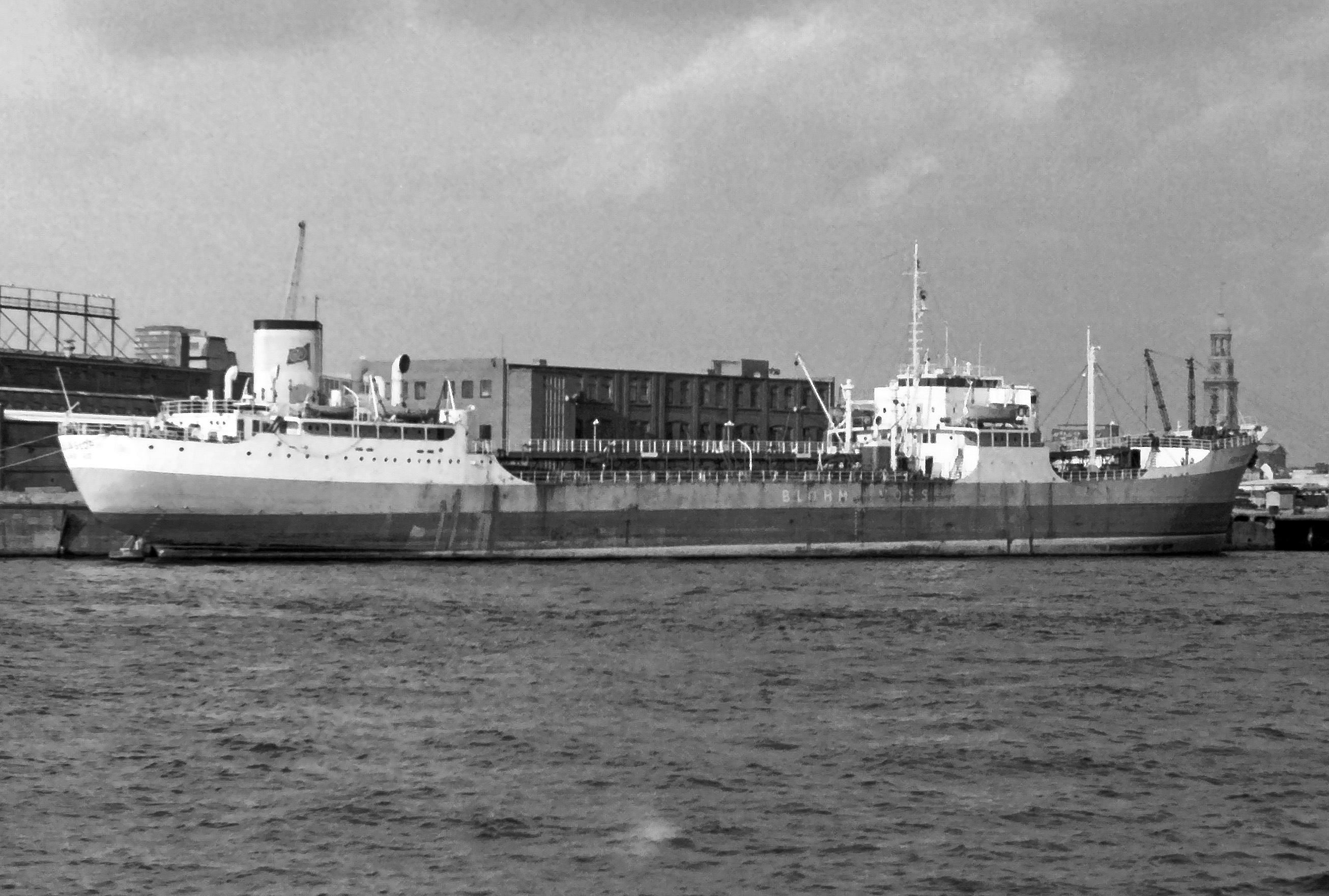
Hein Slop 1969 in Hamburg

 Hauptgrund für den Kauf dieses Schiffes war die sogenannte Heckbeölungseinrichtung, welche beim Leichtern größerer Tankschiffe auf der Reede des Hafens Wismar zum Einsatz kam. Diese großen Schiffe konnten den Wismarer Hafen nicht anlaufen und der modernere Überseehafen Rostock war 1960 noch im Bau.
Erst später stellte sich heraus, dass der ehemalige Eigner das Schiff bereits zum Verschrotten abgerüstet hatte und es erhebliche Mängel, besonders im maschinentechnischen Bereich besaß. Aufgrund der sich häufenden und immer wiederkehrenden Mängel am Schiff wurde es am 28. Januar 1969 in Hamburg stillgelegt und an die Firma Eisen und Metall AG verkauft. Dieses Unternehmen verschrottete es jedoch nicht, sondern gab es weiter an die Blohm & Voss AG. Als Hein Slop wurde es unter anderem als Tankreinigungsschiff bei Großtankerreparaturen eingesetzt. Hohe Unterhaltungskosten führten dann im Februar 1970 zur endgültigen Abwrackung.

## Weitere Schiffe derSteckenpferd-Bewegung
- Frachtschiff Kap Arkona (Übergabedatum an die DSR: 12. November 1958)
- Frachtschiff Stubbenkammer (17. Dezember 1958)
- Frachtschiff Steckenpferd (5. Januar 1959)
- Frachtschiff Stoltera (26. Februar 1959)
- Tankschiff   Rositz (28. März 1960)
- Tankschiff   Schwarzheide (30. April 1960)